# 張汎
張汎（?—?），中国三国时曹魏武将，雁門郡馬邑县（治今山西省朔州市朔城区）人，是魏前将軍張遼的兄长。
張汎是前漢聶壹的子孫，聶壹奉汉武帝密命，利用交易，和王恢图谋匈奴。他的一族被匈奴单于怀恨，聶壹的后裔为了避仇改姓「張」。延康元年（220年）曹丕即位为魏王，任命張遼为前将軍時，封張汎和張遼的一子为列侯。張汎在《三国志》張遼传有记载，小説《三国演义》没有登場。